# 扬·姆维拉
楊·麥維拿（法語：Yann M'Vila，1990年6月29日—），法国足球运动员，司职防守型中场，現效力於法乙球会卡昂。

## 俱乐部生涯
麥維拿早年在法国地区级别联赛俱乐部青年队效力，直到2004年被雷恩球探发现相中签约，在雷恩青年队收获一些列荣誉后姆维拉在2008年升入球队一线队作赛，在法甲联赛面对尼斯的处子秀之后姆维拉逐渐成为了球队的主力后腰。
2012年8月31日 法甲球会雷恩在官方网站上宣布，麥維拿即将加盟俄超球队鲁宾卡山。据报，是次转会费用为1150万欧罗。
此前，曾有不少传言指出，麥維拿的目的地将会是英超，分别只在於效力那家球会而已。当时，有传阿仙奴、热刺、愛華頓、昆士柏流浪及富咸均有意罗致他。因此，当这个消息公布时，难免有不少人感到非常意外。
雷恩在官方网站上的声明写道：「雷恩和鲁宾卡山已经就麥維拿的转会事宜达成共识，他的转会即将完成。」
2014年7月15日，姆维拉租借加盟意大利足球甲级联赛球队国际米兰一年，合同包括买断条款。8月31日，他在2014/15赛季意甲联赛首轮国际米兰0比0战平都灵的比赛第56分钟替补奥斯瓦尔多出场，上演意甲首秀。

## 榮譽
雷恩U19
- 甘巴德拉盃冠軍: 2007–08

奧林匹亞科斯
- 希臘足球超級聯賽: 2020–21、2021–22